# Куглер, Райан
Райан Кайл Куглер (англ. Ryan Kyle Coogler; род. 23 мая 1986) — американский кинорежиссёр, продюсер и сценарист.

## Биография
Родился 23 мая 1986 года в семье Иры Куглера и Джоселин Куглер (урождённой Томас). У него двое братьев — Ноа и Кинан.

## Карьера

### Короткометражные фильмы
Куглер снял четыре короткометражных фильма, которые получили или были номинированы на многочисленные награды: Locks (2009), снятый для фестиваля Tribeca Film и выигравший награду Даны и Альберта Брокколи за выдающиеся достижения в кинопроизводстве); Fig (2011), номинированный на Black Reel Awards; The Sculptor (2011) и Gap (2011), выигравший награду имени Джека Николсона за достижения в режиссуре.

### Полнометражное кино
В январе 2016 года Куглер был утверждён в качестве режиссёра фильма Кинематографической вселенной Marvel «Чёрная пантера».

### Другие проекты
В январе Куглер заявил, что работает над графическим романом.

## Фильмография
Режиссёр, сценарист
1. 2013 — Станция «Фрутвейл» / Fruitvale Station — режиссёр, автор сюжета и сценария
2. 2015 — Крид: Наследие Рокки / Creed — режиссёр, автор сюжета и соавтор сценария
3. 2018 — Чёрная пантера / Black Panther — режиссёр, соавтор сценария
4. 2022 — Чёрная пантера: Ваканда навеки / Black Panther: Wakanda Forever — режиссёр, соавтор сценария
5. 2025 — Грешники / Sinners — режиссёр, сценарист

Продюсер и прочее
- 2014 — 30 событий за 30 лет / 30 for 30 — исполнительный продюсер (эпизод «The Day the Series Stopped»)
- 2018 — Крид 2 / Creed II — исполнительный продюсер
- 2021 — Иуда и чёрный мессия  / Judas and the Black Messiah — продюсер
- 2021 — Космический джем: Новое поколение / Space Jam: A New Legacy — продюсер
- 2023 — Крид 3 / Creed III — продюсер, соавтор сюжета
- 2025 — Железное сердце (сериал) — исполнительный продюсер

## Награды и номинации
| Год  | Премия                                          | Категория                                              | Номинант               | Результат |
| ---- | ----------------------------------------------- | ------------------------------------------------------ | ---------------------- | --------- |
| 2013 | Кинофестиваль «Сандэнс»                         | Приз зрительских симпатий: Лучшая американская драма   | «Станция „Фрутвейл“»   | Победа    |
| 2013 | Кинофестиваль «Сандэнс»                         | Большой приз жюри: Лучшая американская драма           | «Станция „Фрутвейл“»   | Победа    |
| 2013 | Каннский кинофестиваль                          | Особый взгляд: Лучший дебютный фильм                   | «Станция „Фрутвейл“»   | Победа    |
| 2013 | Каннский кинофестиваль                          | Особый взгляд: Главный приз жюри                       | «Станция „Фрутвейл“»   | Номинация |
| 2013 | Каннский кинофестиваль                          | Золотая камера                                         | «Станция „Фрутвейл“»   | Номинация |
| 2013 | Премия Национального совета кинокритиков США    | Лучший режиссёрский дебют                              | «Станция „Фрутвейл“»   | Победа    |
| 2013 | Премия Нью-Йоркского кружка кинокритиков        | Лучший дебютный фильм                                  | «Станция „Фрутвейл“»   | Победа    |
| 2013 | Стокгольмский кинофестиваль                     | Приз «Алюминиевая лошадь» за лучший режиссёрский дебют | «Станция „Фрутвейл“»   | Победа    |
| 2013 | Цюрихский кинофестиваль                         | Специальное упоминание                                 | «Станция „Фрутвейл“»   | Победа    |
| 2014 | Премия британского независимого кино            | Лучший международный независимый фильм                 | «Станция „Фрутвейл“»   | Номинация |
| 2014 | Независимый дух                                 | Лучший дебютный фильм                                  | «Станция „Фрутвейл“»   | Победа    |
| 2014 | Премия Гильдии продюсеров США                   | Премия имени Стэнли Крамера                            | «Станция „Фрутвейл“»   | Победа    |
| 2015 | Премия Ассоциации афроамериканских кинокритиков | Лучший режиссёр                                        | «Крид: Наследие Рокки» | Победа    |
| 2015 | Ассоциация киножурналистов Индианы              | Лучший режиссёр                                        | «Крид: Наследие Рокки» | Номинация |
| 2015 | Ассоциация кинокритиков Лос-Анджелеса           | Новое поколение                                        | «Крид: Наследие Рокки» | Победа    |
| 2015 | Ассоциация кинокритиков Сент-Луиса              | Лучший адаптированный сценарий                         | «Крид: Наследие Рокки» | Номинация |
| 2015 | Ассоциация онлайн-кинокритиков Нью-Йорка        | Лучший режиссёр                                        | «Крид: Наследие Рокки» | Номинация |
| 2015 | Общество кинокритиков Лас-Вегаса                | Лучший режиссёр                                        | «Крид: Наследие Рокки» | Номинация |
| 2015 | Ассоциация кинокритиков Джорджии                | Лучший режиссёр                                        | «Крид: Наследие Рокки» | Номинация |